# Емил Крафт
Емил Хенри Кристофер Крафт (Стокхолм, 2. август 1994) је шведски професионални фудбалер, који игра за Њукасл јунајтед и репрезентацију Шведске.

## Каријера
Каријеру је започео у ФК Лаганс АИК-у, играо за младе фудбалске репрезентације Шведске, а од 2014. године за сениорску селекцију Шведске. Био је пети најмађи играч који је заиграо за репрезентацију Шведске до 21 године, дебитовао је на мечу против фудбалске репрезентације Малте до 21 године.
За сениорску селекцију Шведске играо је на Светском првенству у фудбалу 2018. године у Русији.

## Статистика каријере

### Репрезентација
Ажурирано 14. октобра 2024. 
| Шведска | Шведска | Шведска |
| Год     | Ута     | Гол     |
| ------- | ------- | ------- |
| 2014    | 3       | 0       |
| 2015    | 1       | 0       |
| 2016    | 3       | 0       |
| 2017    | 4       | 0       |
| 2018    | 7       | 0       |
| 2019    | 3       | 0       |
| 2020    | 3       | 0       |
| 2021    | 14      | 0       |
| 2022    | 4       | 0       |
| 2023    | 2       | 0       |
| 2024    | 6       | 0       |
| Укупно  | 50      | 0       |

## Трофеји

### Њукасл јунајтед
- Лига куп Енглеске (1) : 2024/25.[5]